# Anthony Clark (attore)
Anthony Higgins Clark (Lynchburg, 4 aprile 1964) è un attore statunitense.

## Filmografia parziale

### Cinema
- Dogfight - Una storia d'amore (Dogfight), regia di Nancy Savoca (1991)
- Quella cosa chiamata amore (The Thing Called Love), regia di Peter Bogdanovich (1993)
- Due ragazze, un tatuaggio e l'FBI (Teresa's Tattoo), regia di Julie Cypher (1994)
- The Rock, regia di Michael Bay (1996)
- Saldato (Paid in Full), regia di Charles Stone III (2002)
- My Uncle Rafael, regia di Marc Fusco (2012)

### Televisione
- Ellen - 4 episodi (1995-1996)
- Io e mio fratello (Boston Common) - 32 episodi (1996-1997)
- Casa e chiesa (Soul Man) - 25 episodi (1997-1998)
- Prima o poi divorzio! (Yes, Dear) - 122 episodi (2000-2006)
- West of Liberty - 1 episodio (2019)